# Coupe de Biélorussie de football 2013-2014
Navigation
Coupe de Biélorussie 2012-2013 Coupe de Biélorussie 2014-2015
La Coupe de Biélorussie 2013-2014 est la 23e édition de la Coupe de Biélorussie depuis la dissolution de l'URSS. Elle prend place entre le 29 mai 2013 et le 3 mai 2014, date de la finale à la Borisov Arena de Baryssaw.
Un total de 45 équipes prennent part à la compétition, cela inclut l'intégralité des clubs de la saison 2013 des trois premières divisions biélorusses, à l'exception de deux équipes réserves, auxquelles s'ajoutent six équipes amateurs ayant remporté leurs coupes régionales respectives, les qualifiant ainsi pour la coupe nationale.
La compétition suivant un calendrier sur deux années, contrairement à celui des championnats biélorusses qui s'inscrit sur une seule année, celle-ci se trouve de fait à cheval entre deux saisons de championnat ; ainsi pour certaines équipes promues ou reléguées durant la saison 2013, la division indiquée peut varier d'un tour à l'autre.
Le Chakhtior Salihorsk remporte sa deuxième coupe nationale à l'issue de la compétition au détriment du Nioman Hrodna. Cette victoire permet au club de se qualifier pour le deuxième tour de qualification de la Ligue Europa 2014-2015 ainsi que pour l'édition 2015 de la Supercoupe de Biélorussie.

## Seizièmes de finale
Les équipes de la première division 2013 font leur entrée à partir de ce tour.
| Date            | Locaux                     | Score | Visiteurs               |
| --------------- | -------------------------- | ----- | ----------------------- |
| 27 juillet 2013 | FK Slonim (D2)             | 0 - 3 | (D1) Dinamo Brest       |
| 27 juillet 2013 | Smaliavitchy-STI (D2)      | 1 - 3 | (D1) Belchina Babrouïsk |
| 27 juillet 2013 | Granit Mikachevitchy (D2)  | 2 - 0 | (D1) Naftan Novopolotsk |
| 27 juillet 2013 | Vedrytch-97 Retchytsa (D2) | 0 - 3 | (D1) Nioman Hrodna      |
| 27 juillet 2013 | Biaroza-2010 (D2)          | 0 - 3 | (D1) FK Homiel          |
| 27 juillet 2013 | FK Vitebsk (D2)            | 2 - 3 | (D2) FK Haradzeïa       |
| 28 juillet 2013 | SKVITCH Minsk (D2)         | 0 - 3 | (D1) Dniepr Mahiliow    |
| 28 juillet 2013 | FK Polotsk (D2)            | 2 - 1 | (D2) Volna Pinsk        |
| 28 juillet 2013 | Torpedo Jodzina (D1)       | 3 - 1 | (D3) Zvyazda-BDU Minsk  |
| 28 juillet 2013 | FK Smarhon (D2)            | 5 - 1 | (D2) FK Lida            |
| 28 juillet 2013 | Homieltchygountrans (D3)   | 0 - 3 | (D2) FK Sloutsk         |
| 28 juillet 2013 | Slavia Mazyr (D1)          | 4 - 0 | (D3) FK Jlobine         |

## Huitièmes de finale
| Date             | Locaux                  | Score                | Visiteurs                 |
| ---------------- | ----------------------- | -------------------- | ------------------------- |
| 24 août 2013     | FK Haradzeïa (D2)       | 3 - 1                | (D2) Granit Mikachevitchy |
| 25 août 2013     | Belchina Babrouïsk (D1) | 2 - 0                | (D1) Dinamo Minsk         |
| 25 août 2013     | FK Sloutsk (D2)         | 0 - 1                | (D1) Dniepr Mahiliow      |
| 25 août 2013     | BATE Borisov (D1)       | 7 - 0                | (D2) FK Smarhon           |
| 25 août 2013     | Torpedo Jodzina (D1)    | 2 - 2 ap (1 - 3 tab) | (D1) Chakhtior Salihorsk  |
| 25 août 2013     | FK Homiel (D1)          | 1 - 0                | (D1) Slavia Mazyr         |
| 25 août 2013     | Nioman Hrodna (D1)      | 3 - 1                | (D1) Dinamo Brest         |
| 7 septembre 2013 | FK Minsk (D1)           | 2 - 1 ap             | (D2) FK Polotsk           |

## Quarts de finale
| Date         | Locaux                   | Score    | Visiteurs               |
| ------------ | ------------------------ | -------- | ----------------------- |
| 22 mars 2014 | FK Minsk (D1)            | 3 - 1    | (D2) FK Haradzeïa       |
| 22 mars 2014 | Chakhtior Salihorsk (D1) | 3 - 1    | (D1) Belchina Babrouïsk |
| 22 mars 2014 | FK Homiel (D1)           | 1 - 2    | (D1) Dniepr Mahiliow    |
| 22 mars 2014 | Nioman Hrodna (D1)       | 2 - 1 ap | (D1) BATE Borisov       |

## Demi-finales
| Date          | Locaux               | Score    | Visiteurs                |
| ------------- | -------------------- | -------- | ------------------------ |
| 15 avril 2014 | FK Minsk (D1)        | 1 - 3    | (D2) Nioman Hrodna       |
| 15 avril 2014 | Dniepr Mahiliow (D1) | 1 - 3 ap | (D1) Chakhtior Salihorsk |

## Finale
Le Chakhtior Salihorsk dispute sa cinquième finale de coupe depuis 2004 tandis que le Nioman Hrodna atteint ce stade pour la troisième fois après 1993 et 2011. Le Chakhtior l'emporte finalement sur le score de 1-0 et remporte la coupe pour la deuxième fois de son histoire.
| Entraîneur :         |
| Sergueï Solodovnikov |

| Entraîneur :     |
| Sergueï Borovski |

| Entraîneur :         |
| Sergueï Solodovnikov |

| Entraîneur :     |
| Sergueï Borovski |